# دير المقبول (الحديدة)
دير المقبول هي إحدى قرى مديرية السخنة، التابعة لمحافظة الحديدة اليمنية، بلغ تعداد سكانها 1173 نسمة حسب الإحصاء الذي أجري عام 2004.